# تشارلز تاونز
تشارلز هارد تاونز (بالإنجليزية: Charles Hard Townes) هو معلم وعالم فيزيائي أمريكي ، حاز جائزة نوبل للفيزياء عام 1964م.
ولد تشارلزتاونز في 28 يوليو 1915، ويشتهر بأعماله في نظرية وتطبيقات المايزر، حيث حاز من ورائها براءة الاختراع الأساسية. وله بحوث رائدة في مجال الإلكترونيات الكمومية والمتعلقة بأجهزة الليزر والمايزر، كما بحث في مجال العزم المغزلي للنواة الذرية nuclear spin .
تشارك جائزة نوبل للفيزياء مع كل من نيكولاي باسوف والكسندر بروخروف.

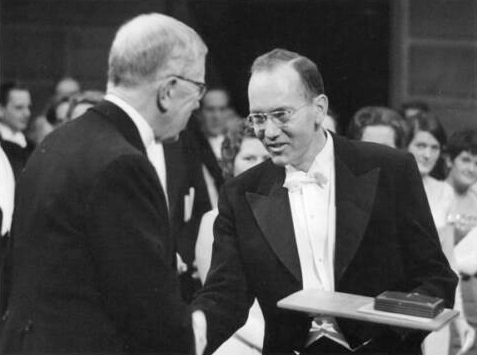
بلدة (يمين) تحصل على جائزة نوبل لعام 1964

ينتمي تشارلز تازنز إلى كنيسة المسيح المتحدة وكان يعتقد أن العلم والعلوم متوازيان مع الدين وانهما متطابقان أكثر مما يظن كثير من الناس وعلى المدى الطويل يجب أن يلتقيان.

## روابط خارجية
- تشارلز تاونز على موقع الموسوعة البريطانية (الإنجليزية)
- تشارلز تاونز على موقع مونزينجر (الألمانية)
- تشارلز تاونز على موقع ميوزك برينز (الإنجليزية)
- تشارلز تاونز على موقع إن إن دي بي (الإنجليزية)